# Pseudohydryphantes latipalpus
Pseudohydryphantes latipalpus är en kvalsterart som beskrevs av Marshall 1924. Pseudohydryphantes latipalpus ingår i släktet Pseudohydryphantes och familjen Pseudohydryphantidae. Inga underarter finns listade i Catalogue of Life.